# Luke Adams (football)
Pour les articles homonymes, voir Adams.
Luke Adams, né le 8 mai 1994 à Melbourne en Australie, est un footballeur international néo-zélandais, qui évolue au poste de défenseur. Il possède également un passeport australien.

## Biographie

### Carrière en club
Le 6 septembre 2012, il signe un contrat d'un an avec le club anglais de Derby County en Championship. Il dispute aucune rencontre avec l'équipe première. 
La saison suivante, il signe un contrat d'un an avec le Wellington Phoenix en A-League. Le 13 octobre 2013, il fait ses débuts en A-League, face à Brisbane Roar, lors d'une défaite 2-1. En septembre 2014, il retourne au Waitakere United.
En janvier 2015, il rejoint le South Melbourne FC en Victorian Premier League. 

### Carrière internationale
Luke Adams compte cinq sélections et un but avec l'équipe de Nouvelle-Zélande depuis 2016.
Il est sélectionné en sélection néo-zélandaise des moins de 17 ans pour la coupe du monde des moins de 17 ans 2011 qui se déroule au Mexique. Il dispute quatre rencontres. Puis, il est sélectionné en sélection néo-zélandaise des moins de 20 ans pour la coupe du monde des moins de 20 ans 2013 qui se déroule en Turquie, où il joue trois rencontres.
Le 12 mai 2016, il fait partie des 23 appelés par le sélectionneur national Anthony Hudson pour la coupe d'Océanie 2016. Durant le tournoi, il honore sa première sélection, contre les Fidji le 28 mai 2016. La rencontre se solde par une victoire 3-1 des Néo-Zélandais. 
Le 4 juin 2016, il inscrit son premier but en sélection contre les Salomon, lors d'un match de la coupe d'Océanie. La rencontre se solde par une victoire 1-0 des Néo-Zélandais. La sélection néo-zélandaise remporte la finale en battant la Papouasie-Nouvelle-Guinée lors de la séance de tirs au but.

## Palmarès
- Avec la Nouvelle-Zélande
  - Vainqueur de la Coupe d'Océanie en 2016